# 斯巴達 (伊利諾伊州)
斯巴達（英語：Sparta）是一個位於美國伊利諾伊州蘭道夫縣的城市。

## 地理
斯巴達的座標為38°08′00″N 89°42′00″W / 38.13333°N 89.70000°W，而該地的平均海拔高度為155米（即509英尺）。

## 人口
根據2010年美國人口普查的數據，斯巴達的面積為29.60平方千米，當中陸地面積為28.89平方千米，而水域面積為0.71平方千米。當地共有人口4302人，而人口密度為每平方千米145.34人。